# Raniero Felice Simonetti

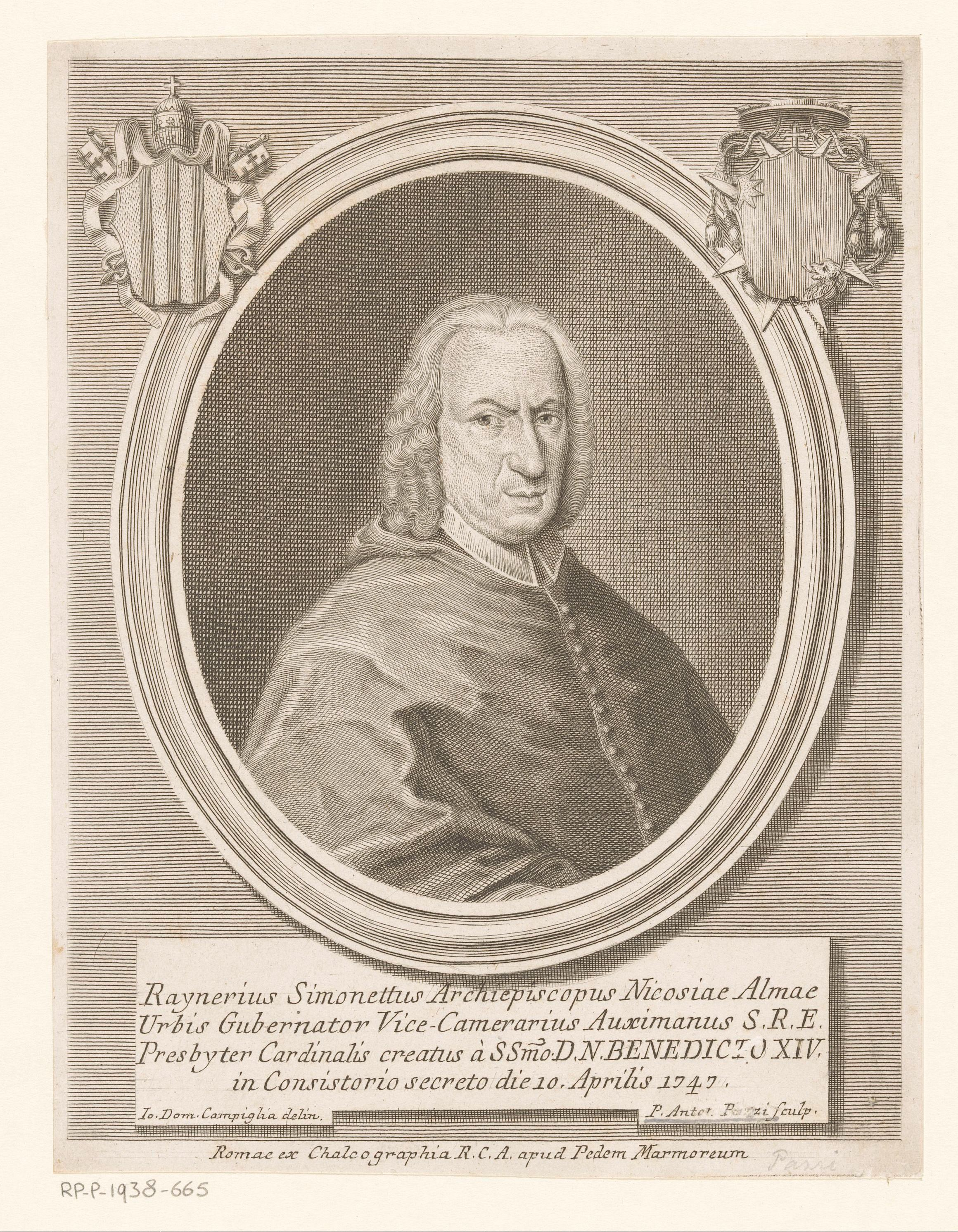
Raniero Kardinal Simonetti

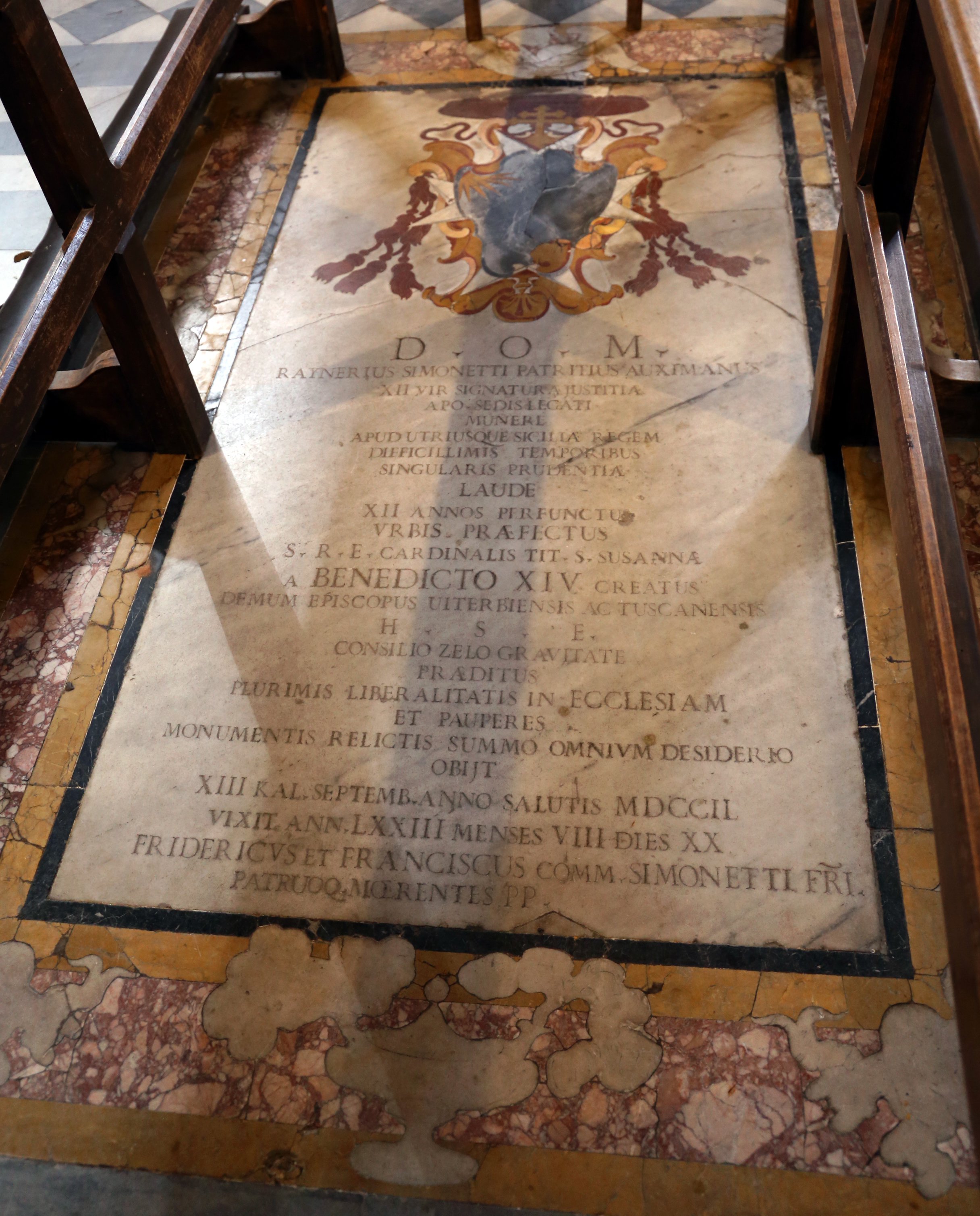
Raniero Simonettis Grab mit dem Kardinalswappen (Dom von Viterbo)

Raniero Felice Simonetti (* 12. Dezember 1675 in Cingoli; † 20. August 1749 in Viterbo) war Kardinal der römisch-katholischen Kirche.

## Leben
Simonetti wurde in Rom von seinem Onkel, dem späteren Kardinal Prospero Marefoschi (1653–1732), großgezogen. Später studierte er in Macerata und erwarb im November 1693 ein Doktorat in Zivil- und Kirchenrecht. 1700 wurde er Auditor an der Apostolischen Nuntiatur in Paris, ab 1707 übte er dieselbe Funktion in Neapel aus.
Nachdem er als Gouverneur von Masserano und als Konsultor der Römischen Inquisition gewirkt hatte, ernannte ihn Papst Clemens XI. am 7. Oktober 1711 zum Internuntius in Savoyen, was er bis 1717 blieb. Im September 1718 wurde Simonetti Referent an der Apostolischen Signatur, im September 1724 wurde er stimmberechtigtes Mitglied des dortigen Tribunals. Nachdem er am 20. Dezember 1727 die Priesterweihe empfangen hatte, ernannte ihn Papst Benedikt XIII. am 14. Juni 1728 zum Titularerzbischof von Nicosia. Die Bischofsweihe spendete ihm fünfzehn Tage später sein Onkel, Kardinal Marefoschi.
Am 23. Dezember 1730 ernannte Papst Clemens XII. Simonetti zum Apostolischen Nuntius in Neapel. Wenige Jahre nach Ankunft des neuen Königs von Neapel und Sizilien, Karl VII., musste er aufgrund eines Konfliktes zwischen Neapel und Rom die Stadt verlassen. Nach dessen Beilegung wurde er von Karl VII. nach Neapel zurückgeholt. Am 11. Dezember 1743 erfolgte Simonettis Ernennung zum Gouverneur von Rom sowie zum Vize-Camerlengo der Kirche durch Benedikt XIV. Dieser nahm ihn im Konsistorium vom 10. April 1747 als Kardinalpriester von Santa Susanna ins Kardinalskollegium auf. Nur eine Woche nach dem Konsistorium legte er seine Ämter nieder und wurde im Mai 1748 von Benedikt XIV. zum Bischof von Viterbo e Toscanella berufen. Kardinal Simonetti starb im Folgejahr und wurde im Dom von Viterbo beigesetzt.